# داندیخ
داندیخ (به لاتین: Dandıx) یک منطقه مسکونی در جمهوری آذربایجان است که در شهرستان قبله واقع شده‌است.